# J. C. Tretter
Joseph Carl „J. C.“ Tretter Jr. (geboren am 12. Februar 1991 in Batavia, New York) ist ein ehemaliger US-amerikanischer American-Football-Spieler auf der Position des Centers. Er spielte College Football für die Cornell University. Tretter stand in der National Football League (NFL) vier Jahre lang bei den Green Bay Packers und fünf Jahre lang bei den Cleveland Browns unter Vertrag.

## College
Tretter besuchte die Akron Central High School in Akron, New York, wo er Football und Basketball spielte. Ab 2009 ging er auf die Cornell University, um für die Cornell Big Red in der NCAA Division I Football Championship Subdivision zu spielen. Für die Big Red spielte er 2009 und 2010 als Tight End, bevor er in der Saison 2011 auf die Position des Offensive Lineman wechselte. In den letzten 20 Spielen der Big Red kam er als Left Tackle zum Einsatz und war Stammspieler.

## NFL
Im NFL Draft 2013 wurde Tretter in der vierten Runde an 122. Stelle von den Green Bay Packers ausgewählt. Im Mai 2013 verletzte Tretter sich während der Saisonvorbereitung am Knöchel. Er stand bis zum Dezember auf der Injured Reserve List und kam als Rookie nicht zum Einsatz. In der Saison 2014 zog Tretter sich im September eine Knieverletzung zu und verpasste daher die ersten acht Spiele. In den verbleibenden acht Saisonspielen und zwei Play-off-Spielen kam er als Rotationsspieler im Einsatz. 2015 ersetzte er den verletzten Corey Linsley in drei Spielen als Starting-Center, darüber hinaus kam er in der Postseason als Ersatz für David Bakhtiari auf der Position des Left Tackles zum Einsatz. In der Spielzeit 2016 war er bis zum siebten Spieltag Stammspieler, anschließend fiel er wegen einer Knieverletzung für den Rest der Saison aus.
Im März 2017 unterschrieb Tretter einen Dreijahresvertrag über 16,75 Millionen Dollar bei den Cleveland Browns. In Cleveland wurde er zum Stammspieler auf der Position des Centers. Am 7. November 2019 verlängerten die Browns den Vertrag mit Tretter für 32,5 Millionen Dollar um drei Jahre.
Im März 2020 wurde Tretter von den Spielervertretern der NFL zum Präsident der Spielergewerkschaft National Football League Players Association (NFLPA) gewählt. Von 2017 bis 2020 kam Tretter in allen 64 Regular-Season-Spielen der Browns als Starter zum Einsatz. Mit Cleveland erreichte er 2020 die Play-offs, in denen die Browns zuvor 2002 zuletzt gestanden hatten. Wegen eines positiven COVID-19-Tests verpasste Tretter 2021 eine Partie. Am 15. März 2022 wurde er von den Browns entlassen.
Am 25. August 2022 gab Tretter nach neun Spielzeiten in der NFL sein Karriereende bekannt.